# Salicornia depressa
Salicorne de Virginie
Espèce
La Salicorne de Virginie, Salicornia depressa, est une espèce de plantes de la famille des Amaranthaceae que l'on ne rencontre qu'en Amérique du Nord.

## Description

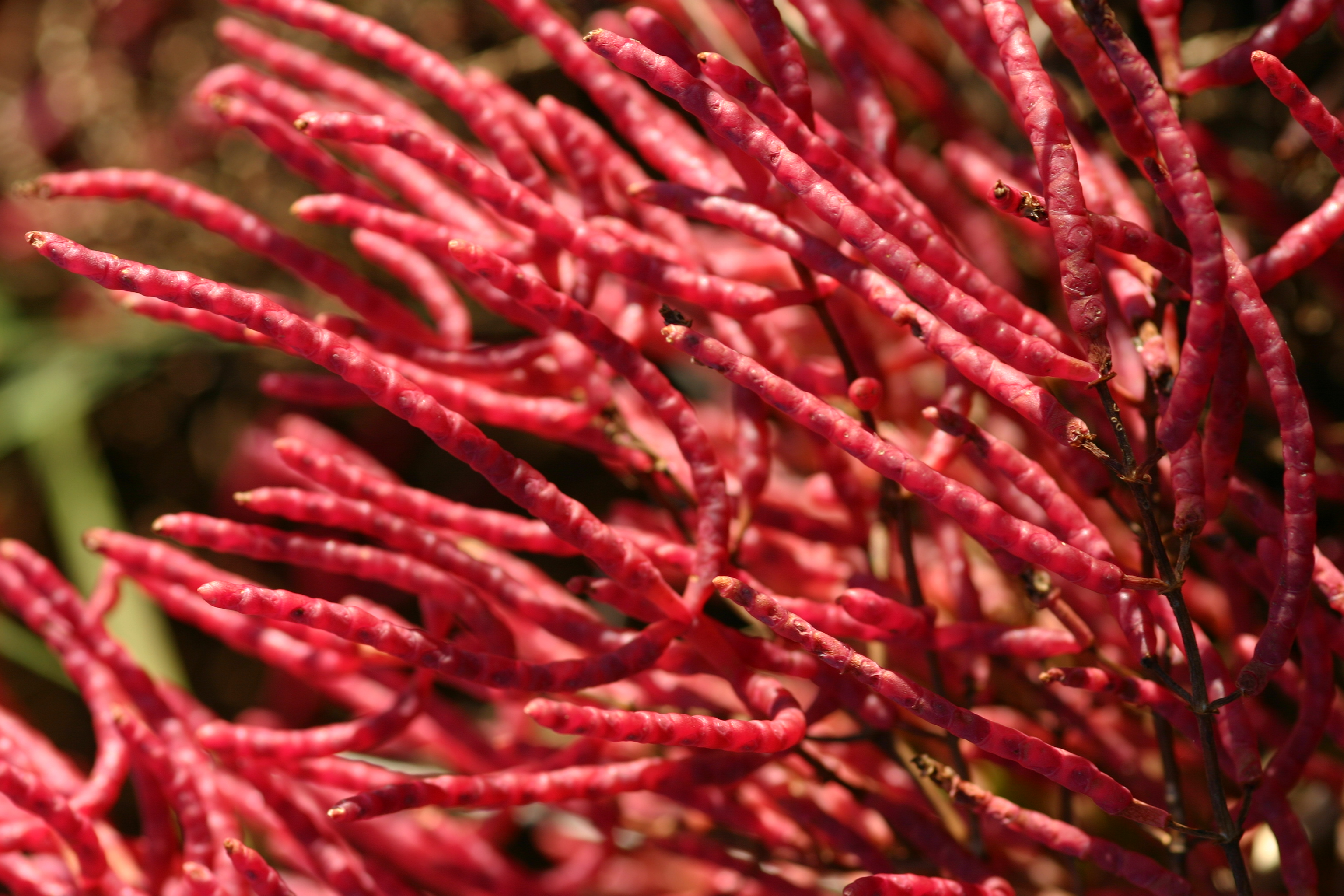
La plante peut prendre une teinte rouge dans certains marais

C'est une plante comestible, crue en salade, ou cuite en accompagnement

## Classification
Cette espèce a été décrite pour la première fois en 1916 par le botaniste américain Paul Carpenter Standley (1884-1963). Elle était autrefois confondue avec la Salicorne d'Europe (Salicornia europaea). Elle est parfois confondue avec la salicornia maritima.
Synonyme: Salicornia virginica